# The Liberty Bell (Marsch)
The Liberty Bell ist ein amerikanischer Militärmarsch, der im Jahre 1893 von John Philip Sousa komponiert wurde.

## Geschichte

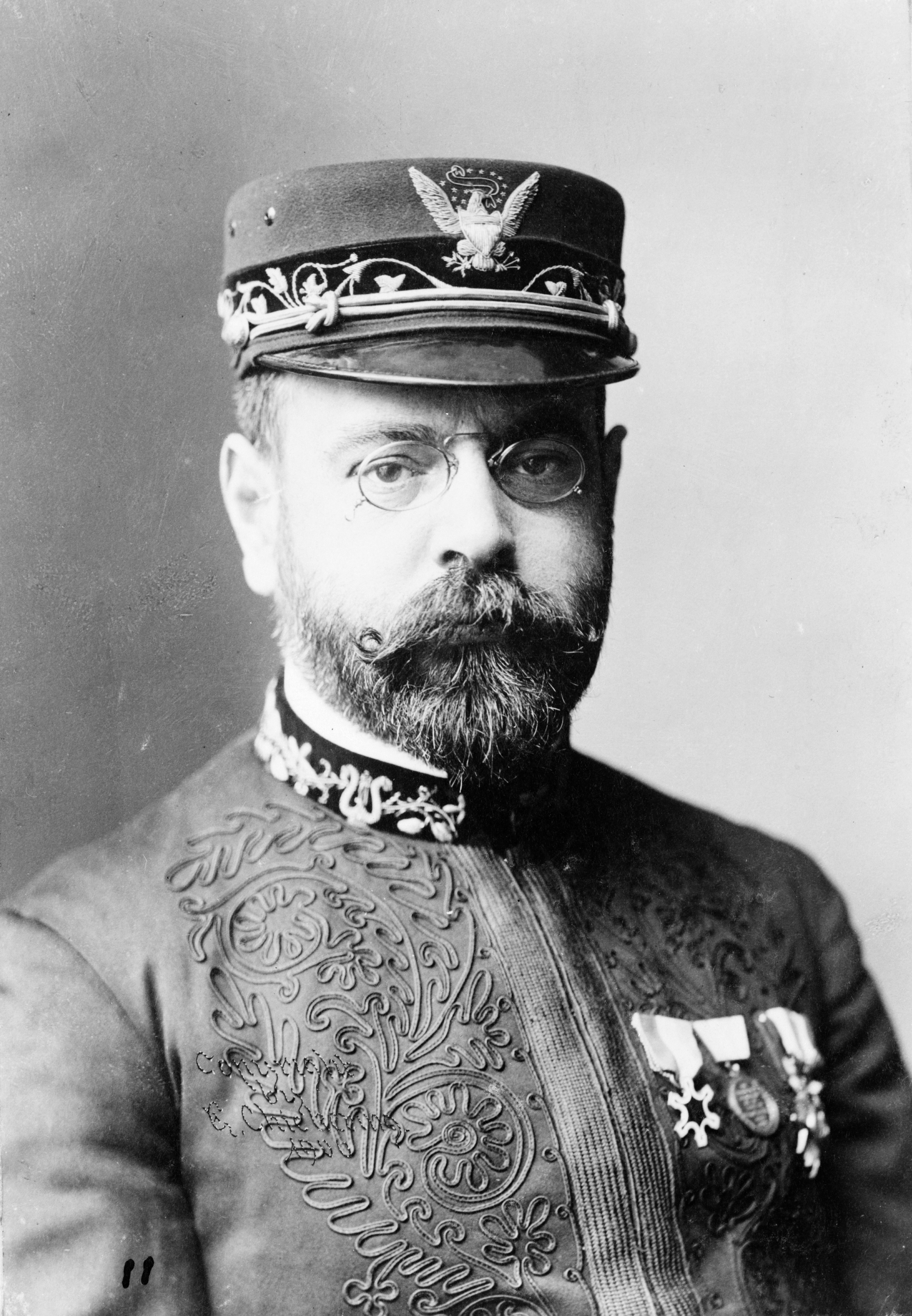
John Philip Sousa, der Komponist des Marsches

Ursprünglich begann Sousa den Marsch für eine Oper mit dem Titel The Devil’s Deputy zu komponieren; er brach die Arbeit jedoch ab, da er mit der Bezahlung nicht zufrieden war. Als Sousa zusammen mit seinem Kollegen George Hinton eine Aufführung ansah, in der eine mit der Liberty Bell gezierte Hintergrundkulisse vorkam, schlug Hinton vor, den Marsch nach dieser symbolträchtigen Glocke zu benennen. Sousa gefiel die Idee, weshalb er den Marsch, dessen Partitur schließlich auch einen Glockenschläger vorsah, unter dem Namen The Liberty Bell verlegen ließ. Die Komposition stellte sich schnell als Erfolg heraus.

## Trivia
Durch die britische Komikergruppe Monty Python erlangte The Liberty Bell zusätzliche Bekanntheit, da diese den Marsch als Titelmelodie für ihre Fernsehsendung Monty Python’s Flying Circus benutzte.